# Zoran Spišljak
Zoran Spišljak  (vagy Zoran Szpisljak) (Bácsfeketehegy, 1965. január 12. –) szerb labdarúgóedző, családja Boszniából származik.

## Pályafutása

### Játékosként
Egy Észak-bácskai kis faluban, Bácsfeketehegyen született. Mind a két szomszédja magyar család volt és a vele egykorú gyerekektől tanult meg kifogástalanul magyarul. 13 évesen Belgrádba került a Partizanhoz. Ott négy évig pallérozódott, és 17 évesen Bácskatopolyára került egy másodosztályú csapathoz, ahol egyből játéklehetőséget is kapott. Huszonegy évesen 1986-1987 között játszott a Spartak Suboticában, ahonnan edzője Miroslav Blažević magával vitte Zágrábba és 1987-1989 között az GNK Dinamo Zagreb játékosa volt. Egy súlyos autóbalesetet után még visszatért a pályára, és az NK Inter-Zaprešić csapatánál játszott a délszláv háború kirobbanásáig. 1991-ben Walesbe menekült családjával, és a Cardiff City FC-ben szerepelt. Edzői időszakát beleszámolva 11 éven keresztül élt ott.

### Edzőként
Edzői karrierjét 1991-ben kezdte a Cardiff City FC-nél mint ifjúsági edző. A háború miatt több mint másfél évig várt a játékengedélyére, de a klubnál támogatták, hogy elkezdje az edzői végzettségek megszerzését és rábízták az U14-es csapatoz is, mindössze 29 évesen. 2002-ig négy év és öt hónapot töltött a wales-i csapatnál. 2004 és 2007 között a Barnet FC futball akadémián edzősködött, ott az U19-es csapattal foglalkozott. 2007-ben került Magyarországra és Herczeg András asszisztense lett a Debreceni VSC-nél. A Lokinál három évet és egy hónapot töltött el, ezalatt a debreceni csapat bajnok lett, bejutott a Bajnokok Ligája- és az Európa-liga csoportkörébe is. 2010-ben decemberében visszatért Angliába, ahol 8 hónapon keresztül különböző csapatoknál volt tanulmányúton, többek között a Manchester United FC-nél és a Manchester City FC-nél. 2011 és 2012 között egy éven keresztül az Újpest FC kispadjára is leült, mint vezetőedző. A vergődő lila-fehér klubnál Mészöly Gézát váltotta a szerb szakember. Leo Beenhakker mellett dolgozott ez idő tájt. Miután megköszönték a munkáját Újpesten ismét tanulmányi útra indult, akkor Spanyolországba a FC Barcelonánál képezte magát. 2013 júliusában, két és fél év után került vissza a Debreceni VSC-hez és ott az NB III-as fiókcsapatot, a Létavértes trenírozását kapta feladatául. A Létavértes a DVSC saját nevelésű játékosaiból áll. A harmadosztályból sikeresen feljuttatta a Létavértest, viszont a klubnál súlyos adminisztrációs hibát követtek el, ezért nem léphetett a másodosztály mezőnyébe. A bajnokság vége előtt bejelentette távozását és hogy a Békéscsaba vezető edzője lesz 2014 júniusától. A szerb szakemberrel a lila-fehérek hároméves szerződést kötöttek. A viharsarki csapatnál a 2014-15-ös szezonban az első osztályba való feljutást tűzték ki célul, amely a szezon végén teljesült is, a Vasas mögött kerültek fel az NB I-be a lilák. A rá következő NB I-es szezonban egy gyenge ősz után sokáig küzdöttek a bennmaradásért, de a végén kiestek az élvonalból. Spisljak távozott ekkor Békéscsabáról. Később edzette a Zalaegerszeg és a Vác csapatát is. 2018 decemberében a másodosztályú Nyíregyháza vezetőedzőjévé és sportigazgatójává nevezték ki, ahonnan 2019 novemberében távozott. Ezt követően két évig nem vállalt munkát, 2021 novemberében a harmadosztályú Rákosmente KSK irányítását vette át.

## Szakmai képesítések[9]
- UEFA Pro Licence, Welsh FA, Cardiff 2011
- UEFA ‘A’ Licence, Welsh FA, Aberystwyth 2008
- UEFA ‘B’ Licence, Welsh FA Aberystwyth 1999
- UEFA ‘C’ Licence, Welsh FA Aberystwyth 1998
- Child Protection Certificate, Middlesex FA 2007

## Díjai, elismerései
Vezetőedzőként
- 2014-15-ben az NBII-ben ezüstérmes a Békéscsabai Előrével, feljutás az NBI-be
- 2013-2014 NB III Bajnok a Létavértessel

Pályaedzőként
- 2009-2010 Bajnokok Ligája Csoportkör a Debreceni VSC-vel
- 2010-2011 Európa Liga Csoportkör a Debreceni VSC-vel
- 2007-2008 Magyar Bajnoki ezüst a Debreceni VSC-vel
- 2008-2009 Magyar Bajnok a Debreceni VSC-vel
- 2009-2010 Magyar Bajnok a Debreceni VSC-vel
- 2007-2008 Magyar Kupa győztes a Debreceni VSC-vel
- 2009-2010 Magyar Kupa győztes a Debreceni VSC-vel
- 2008-2009 Magyar Szuperkupa győztes a Debreceni VSC-vel
- 2009-2010 Magyar Szuperkupa győztes a Debreceni VSC-vel
- 2009-2010 Magyar Ligakupa győztes a Debreceni VSC-vel
- 2007-2008 Magyar Ligakupa győztes a Debreceni VSC-vel